# Championnat du Guatemala de football 1954-1955
Navigation
Saison précédente Saison suivante
La Liga Nacional 1954-1955 est la septième édition de la première division guatémaltèque.
Lors de ce tournoi, le Tipografía Nacional a tenté de conserver son titre de champion du Guatemala face aux neuf meilleurs clubs guatémaltèques.
Chacun des dix clubs participant était confronté deux fois aux neuf autres équipes.

## Les 10 clubs participants
| \| Guatemala: Aurora FC CSD Comunicaciones CSD Hércules IRCA CSD Municipal Tipografía Nacional Universidad SC Guatemala Deportivo Chichicaste Guatemala Juventud Escuintleca \| Localisation des clubs engagés dans le championnat. |
| Guatemala: Aurora FC CSD Comunicaciones CSD Hércules IRCA CSD Municipal Tipografía Nacional Universidad SC Guatemala Deportivo Chichicaste Guatemala Juventud Escuintleca                                                           |

Ce tableau présente les dix équipes qualifiées pour disputer le championnat 1954-1955. On y trouve le nom des clubs, le nom des stades dans lesquels ils évoluent ainsi que la capacité et la localisation de ces derniers.
| Club                  | Stade                      | Capacité          | Ville          |
| Aurora FC             | Stade de l'Ejército        | 13 300            | Guatemala City |
| Deportivo Chichicaste | Stade inconnu              | Capacité inconnue | Chichicaste    |
| CSD Comunicaciones    | Stade Mateo Flores         | 30 000            | Guatemala City |
| Juventud Escuintleca  | Stade Ricardo Muñoz Gálvez | 3 000             | Escuintla      |
| Folgar                | Stade inconnu              | Capacité inconnue | Ville inconnue |
| CSD Hércules          | Stade inconnu              | Capacité inconnue | Guatemala City |
| IRCA                  | Stade inconnu              | Capacité inconnue | Guatemala City |
| CSD Municipal         | Stade Mateo Flores         | 30 000            | Guatemala City |
| Tipografía Nacional   | Stade La Pedrera           | Capacité inconnue | Guatemala City |
| Universidad SC        | Stade de la Revolución     | 5 000             | Guatemala City |

## Compétition
Les dix équipes affrontent à deux reprises les neuf autres équipes selon un calendrier tiré aléatoirement.
Le classement est établi sur l'ancien barème de points (victoire à 2 points, match nul à 1, défaite à 0).
Le départage final se fait selon les critères suivants :
- Le nombre de points.
- La différence de buts générale.
- Le nombre de buts marqué.

### Classement
| Rang | Équipe                  | Pts | J  | G  | N | P  | Bp | Bc | Diff |
| ---- | ----------------------- | --- | -- | -- | - | -- | -- | -- | ---- |
| 1    | CSD Municipal           | 25  | 18 | 12 | 1 | 5  | 55 | 27 | +28  |
| 2    | CSD Comunicaciones      | 25  | 18 | 10 | 5 | 3  | 42 | 26 | +16  |
| 3    | Universidad SC          | 24  | 18 | 8  | 8 | 2  | 40 | 26 | +14  |
| 4    | Tipografía Nacional T   | 21  | 18 | 8  | 5 | 5  | 42 | 33 | +9   |
| 5    | Folgar P                | 20  | 18 | 8  | 4 | 6  | 33 | 37 | -4   |
| 6    | Aurora FC               | 18  | 18 | 7  | 4 | 7  | 36 | 34 | +2   |
| 7    | IRCA                    | 15  | 18 | 6  | 3 | 9  | 35 | 40 | -5   |
| 8    | Juventud Escuintleca P  | 15  | 18 | 4  | 7 | 7  | 39 | 55 | -16  |
| 9    | CSD Hércules            | 10  | 18 | 3  | 4 | 11 | 29 | 45 | -16  |
| 10   | Deportivo Chichicaste P | 7   | 18 | 1  | 5 | 12 | 27 | 55 | -28  |

| Légende : Qualifications et relégations | Légende : Qualifications et relégations          |
| --------------------------------------- | ------------------------------------------------ |
|                                         | Relégué en Primera División de Guatemala         |
|                                         | T Tenant du titre P Promu de la saison 1952-1953 |

## Bilan du tournoi
| Championnat du Guatemala de football 1954-1955 |                       |
| Champion                                       | CSD Municipal         |
| Dauphin                                        | CSD Comunicaciones    |
| Coupes et trophées                             |                       |
| Vainqueur Copa de Guatemala                    | CSD Comunicaciones    |
| Promotions et relégations                      |                       |
| Promus en Liga Nacional de Guatemala           | Antigua GFC           |
| Promus en Liga Nacional de Guatemala           | Correos               |
| Relégués en Primera División de Guatemala      | CSD Hércules          |
| Relégués en Primera División de Guatemala      | Deportivo Chichicaste |